# Ходіш (Біхор)
Ходіш (рум. Hodiș) — село у повіті Біхор в Румунії. Входить до складу комуни Холод.
Село розташоване на відстані 406 км на північний захід від Бухареста, 33 км на південний схід від Ораді, 113 км на захід від Клуж-Напоки, 133 км на північний схід від Тімішоари.

## Населення
За даними перепису населення 2002 року у селі проживали 226 осіб, з них 224 особи (99,1%) румунів. Усі жителі села рідною мовою назвали румунську.